# Algebra

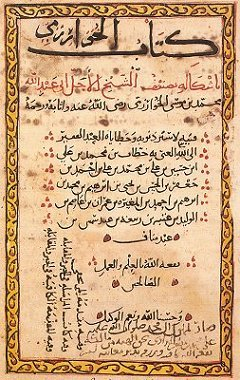
Za zakladatele algebry je považován Al-Chorezmí (stránka z jeho spisu)

Algebra je odvětví matematiky zabývající se abstrakcí pojmů a vlastností elementárních matematických objektů, jako jsou čísla, polynomy, matice, apod. Historicky se dělí na elementární algebru, která je úzce spjata s vlastnostmi konkrétních objektů a zabývá se zejména symbolickou manipulací s výrazy a řešením rovnic, a abstraktní algebru (též moderní algebru), studující obecné algebraické struktury.

## Etymologie
Slovo „algebra“ pochází z arabského الجبر (al-džabr, „doplňování“). Bylo přejato z názvu knihy كتاب المختصر في حساب الجبر والمقابلة Kitáb al-Muchtaṣar fi Ḥisab al-Džabr wa-l-Muqabala („Souhrnné pojednání o počítání pomocí doplňování a vyrovnávání“) perského matematika Muhammada al-Chwārizmīho, ve které se mimo jiné poprvé objevil obecný postup pro řešení lineárních a kvadratických rovnic za použití symbolů (neznámých) a základních operací s těmito symboly.

## Historie
Algebra se vyvinula z aritmetiky. Za jejího otce lze považovat perského matematika Al-Chorezmího, který poprvé formuloval obecný postup na řešení kvadratických rovnic. Až do poloviny 19. století se algebrou rozuměla teorie řešení rovnic (zejména polynomiálních) a symbolická manipulace s výrazy, dnes tuto část algebry nazýváme elementární algebrou. Důležitými mezníky teorie rovnic bylo nalezení postupů pro řešení kubických a kvartických rovnic v polovině 16. století. Za přelom mezi elementární a abstraktní algebrou lze považovat práci francouzského matematika Évarista Galoise z počátku 19. století, ve které Galois elegantně vysvětlil, proč neexistuje vzorec na řešení rovnic pátého a vyššího stupně. Moderní algebra ve své současné podobě a terminologii byla definována přelomovou knihou Moderne Algebra nizozemského matematika Bartela van der Waerdena.

## Základní disciplíny
Algebra je velmi široký obor a člení se na řadu disciplín s různou motivací, různým cílem a různými metodami práce.
- Elementární algebra – elementární algebrou se dnes rozumí zejména symbolická manipulace s výrazy (tak jak se učí např. na základních a středních školách)
- Lineární algebra – motivací je lineární geometrie, objekty studia vektorové prostory, matice atd.
- Komutativní algebra – motivací jsou společné vlastnosti čísel, polynomů atd., objekty studia okruhy, obory integrity, tělesa atd.
- Množinová algebra – teoretická analogie číselné algebry
- Teorie grup – motivací jsou společné vlastnosti regulárních matic, permutací, geometrických symetrií atd., základním objektem je grupa
- Teorie reprezentací – motivací jsou abstraktní geometrické vlastnosti symetrií a jejich lineární reprezentace, základním objektem je okruh a modul
- Univerzální algebra – motivací jsou společné vlastnosti algebraických struktur
- atd.

Algebra má řadu aplikací v matematice i jiných vědách. Důkazem je řada hraničních disciplín, např.
- Algebraická geometrie – předmětem studia jsou geometrické objekty definované pomocí polynomiálních rovnic
- Algebraická topologie – využití algebraických metod k popisu homotopických invariantů topologických prostorů
- Algebraická teorie čísel – aplikace komutativní algebry na různé číselné obory
- Algebraická kombinatorika
- Výpočetní algebra

Mezi vědy, které využívají algebraické výsledky, patří fyzika (např. výsledky teorie grup k popisu symetrií), informatika (např. abstraktní specifikace databází), kryptografie (kryptosystémy založené na eliptických křivkách, algebraická kryptoanalýza), nebo biologie (využití v sekvenční analýze DNA).